# Von Rosens Pokal

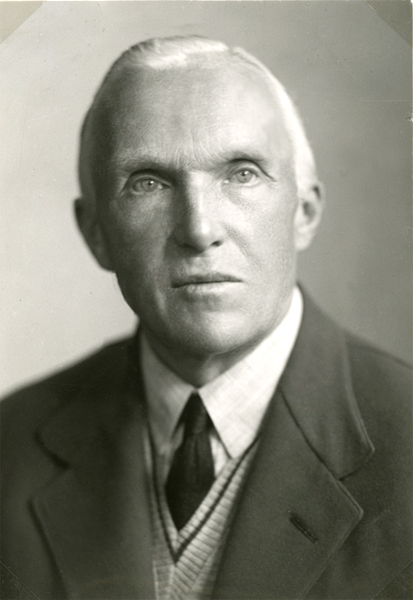
Clarence von Rosen (1867–1955)

Von Rosens Pokal war ein Wanderpokal im schwedischen Fußball. Er ist nach Clarence von Rosen, dem ersten Vorsitzenden des schwedischen Fußballverbandes benannt.
Die Auszeichnung wurde ab 1904 an den Sieger des Finalspiels um die schwedische Meisterschaft vergeben. Als der Meistertitel in der Allsvenskan vergeben wurde, erhielt der Tabellenerste der Liga den Pokal.
Der Silberpokal wurde vom in Stockholm ansässigen königlichen Hoflieferanten C. G. Hallberg hergestellt, auf einer Tafel ist die Inschrift „Schwedischer Fußballpokal, gestiftet von Graf Clarence von Rosen“ zu lesen. Die mit Eichenlaub und Maiglöckchen geschmückte Schale steht auf einem Holzsockel, auf der Umrandung sind Fußballspieler abgebildet. Auf dem Pokal sind die Siegermannschaften von 1904 bis zum Jahr 1999 eingraviert.
Als im November 2000 aufgedeckt wurde, dass von Rosen sich für den Nationalsozialismus eingesetzt hatte, wurde die Vergabe der Trophäe eingestellt. An seine Stelle trat der nach dem langjährigen UEFA-Präsidenten Lennart Johansson benannte Lennart-Johansson-Pokal, der 2001 erstmals vergeben wurde.